# Anancistrogera fuscinervis
Anancistrogera fuscinervis är en insektsart som först beskrevs av Carl Stål 1877.  Anancistrogera fuscinervis ingår i släktet Anancistrogera och familjen Gryllacrididae.

## Underarter
Arten delas in i följande underarter:
- A. f. evanida
- A. f. fuscinervis
- A. f. panayensis
- A. f. diamantii